# Norepinephrine (thuốc)
Norepinephrine, còn được gọi là noradrenaline, là một loại thuốc dùng để điều trị cho những người bị huyết áp rất thấp. Đây là loại thuốc điển hình được sử dụng trong nhiễm trùng huyết nếu huyết áp thấp không cải thiện sau khi truyền dịch tĩnh mạch. Nó là cùng một phân tử với hormone và chất dẫn truyền thần kinh norepinephrine. Nó được đưa vào cơ thể bằng cách tiêm chậm vào tĩnh mạch.
Các tác dụng phụ thường gặp bao gồm đau đầu, nhịp tim chậm và lo lắng. Các tác dụng phụ khác bao gồm nhịp tim không đều. Nếu nó rò rỉ ra khỏi tĩnh mạch tại vị trí nó được đưa ra, norepinephrine có thể dẫn đến thiếu máu cục bộ chi. Nếu rò rỉ xảy ra, việc sử dụng phentolamine trong khu vực bị ảnh hưởng có thể cải thiện kết quả. Norepinephrine hoạt động bằng cách liên kết và kích hoạt thụ thể alpha adrenergic.
Norepinephrine được phát hiện vào năm 1946 và được chấp thuận cho sử dụng y tế tại Hoa Kỳ vào năm 1950. Nó có sẵn như là một loại thuốc gốc. Chi phí bán buôn ở các nước đang phát triển tính đến năm 2015 là khoảng 0,42 USD mỗi lọ bốn miligam. Ở Anh, số tiền này khiến NHS mất khoảng 4,40 bảng.

## Sử dụng trong y tế
Norepinephrine được sử dụng chủ yếu như một loại thuốc giao cảm để điều trị cho những người trong tình trạng sốc giãn mạch như sốc nhiễm trùng và sốc thần kinh, trong khi cho thấy tác dụng phụ ít hơn so với điều trị bằng dopamine.